# Малейка (приток Битюга)
Мале́йка — река в Мордовском районе Тамбовской области России, правый приток Битюга (бассейн Дона).

## География
Протекает с северо-востока на юго-запад у сёл Шульгино, Никольское, Центральное Отделение Совхоза имени Ленина, Политотдельское. Устье реки находится села Мельгуны в 314 км по правому берегу реки Битюг. Длина реки составляет 11 км. Высота устья — 127,8 м над уровнем моря. Площадь водосборного бассейна — 56,3 км².
В настоящее время река представляет собой каскад запруд, разделённых плотинами, которые соединенных заросшими камышом и другой растительностью протоками. По данным государственного водного реестра также есть пруд Малейка с площадью 0,080 км².

## Данные водного реестра
По данным государственного водного реестра России относится к Донскому бассейновому округу, водохозяйственный участок реки — Битюг, речной подбассейн реки — бассейны притоков Дона до впадения Хопра. Речной бассейн реки — Дон (российская часть бассейна).